# Dilgo Khyentse

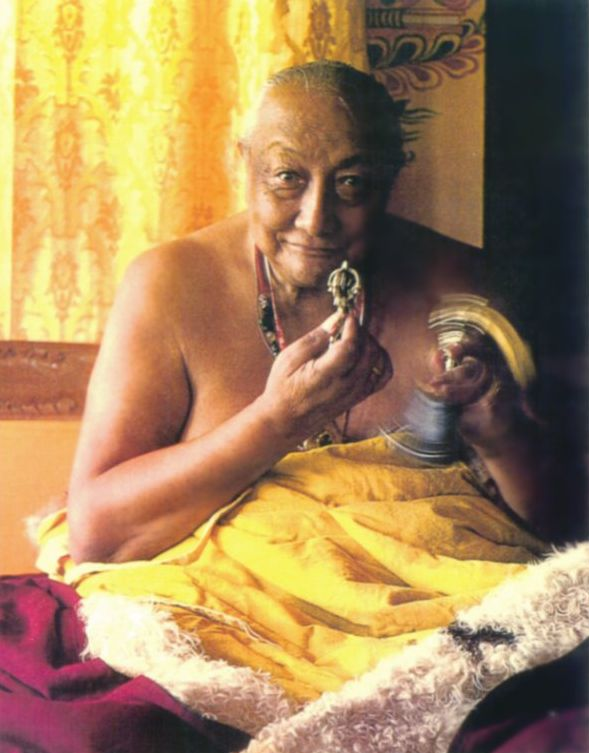
Dilgo Khyentse Rinpoche

Dilgo Khyentse Trashi Peljor (tib.: dil mgo mkhyen brtse bkra shis dpal 'byor; * 1910 in Dêgê, Kham; † 28. September 1991 in Bhutan) war ein Meister des Vajrayana, Gelehrter, Dichter, Lehrer und in der Zeit von 1987 bis 1991 als Nachfolger von Düdjom Rinpoche Oberhaupt der Nyingma-Schule des tibetischen Buddhismus.

## Leben
Dilgo Khyentse wurde im Jahr 1910 im Denhok-Tal in Dege in der tibetischen Provinz Kham (im heutigen Bezirk Kardze) geboren, in einer Familie, die von Thrisong Detsen, dem König Tibets aus dem 9. Jahrhundert, abstammt. Im Alter von sieben Jahren wurde er öffentlich im Kloster Shechen vom Shechen Gyeltshab Rinpoche als Trülku des Jamyang Khyentse Wangpo (1820–1892) anerkannt. Während der folgenden Jahre erhielt er eine vollständige Ausbildung im Dharma generell und besonders in den Tantras der Nyingma-Schule, durch verschiedene Lehrer. Des Weiteren wurde er umfassend in Meditation unterwiesen.
Seine Wurzellehrer waren der Shechen Gyeltshab Rinpoche und Jamyang Khyentse Chökyi Lodrö (1893–1959). Nach der Absolvierung des Ngöndro, der grundlegenden tantrischen Übungen, verbrachte er die folgenden 13 Jahre im Retreat (Rückzug) in abgelegenen Einsiedeleien und Höhlen nahe seinem Geburtsort.
Nachdem er seinen Retreat im Alter von 28 Jahren beendet hatte, verbrachte er viele Jahre in Gegenwart von Jamyang Khyentse Chökyi Lodrö. Nachdem er von ihm die Ermächtigungen des Rinchen Terdzö (die „Sammlung von Offenbarten Schätzen“) erhalten hatte, erbat Dilgo Khyentse, den Rest seines Lebens in Einzelretreat verbringen zu dürfen. Sein Lama Jamyang Khyentse Chökyi Lodrö erwiderte aber, dass nun die Zeit für ihn gekommen sei, die unzähligen kostbaren Lehren an andere zu übertragen.
Die Lehren des Pelpung-Klosters erhielt Dilgo Khyentse durch den elften Tai Situ Pema Wangchug Gyelpo. Die vollständige Unterweisung in das „Guhyagarbha Tantra“ sowie in die damit verbundenen Kommentare von Khenpo Tubja. Insgesamt studierte er bei mehr als 50 großen Lamas Lehren und Praktiken verschiedener Übertragungslinien des tibetischen Buddhismus.
Als sich seine eigene Lehrtätigkeit entwickelte, wurde er in Tibet für seine Fähigkeit bekannt, die Lehren jeder buddhistischen Linie entsprechend dem jeweiligen Lehrstil präsentieren zu können. Später betrachtete ihn der 14. Dalai Lama als seinen bedeutendsten Lehrer der Nyingma-Tradition und besonders des Dzogchen.
Nach 1959 flüchtete Dilgo Khyentse nach Bhutan. Er wurde zum Lehrer des Königshauses von Bhutan und zu einem der bedeutendsten buddhistischen Lehrer in Bhutan überhaupt.
Später gab er regelmäßige Belehrungen an den 14. Dalai Lama im indischen Exil und begann überall im Himalaya, Indien, Südwest Asien und im Westen zu lehren. Der Dalai Lama betrachtet Dilgo Khyentse als seinen Wurzellehrer.
Der am 30. Juni 1993 (Jahrestag von Padmasambhava) geborene Yangsi Rinpoche wurde auch vom Dalai Lama als Inkarnation von Dilgo Khyentse Rinpoche anerkannt und gab ihm, vorgelesen und überreicht von Trulshig Rinpoche, am 28./29. Dezember 1995 den Namen „Orgyen Tendzin Jigme Lhündrub“.